# I'm Into You
„I'm Into You” este un cântec al solistei americane Jennifer Lopez, în colaborare cu interpretul de muzica rap Lil Wayne. Piesa a fost produsă de Stargate și a fost inclusă pe cel de-al șaptelea album de studio din cariera artistei, Love?. Înregistrarea a fost lansată ca cel de-al doilea disc single al materialului de proveniență, urmându-i lui „On the Floor” și fiind distribuit începând cu luna aprilie a anului 2011.
Înregistrarea a fost apreciată de critica de specialitate, majoritatea recenzorilor aclamând influențele tropicale, notând și o serie de similarități cu compozițiile promovate de Rihanna. Cântecul a beneficiat de o campanie de promovare și de un videoclip filmat în Chichén Itzá, Yucatán, Mexic, el fiind regizat de Melina Matsoukas. Având premiera pe data de 2 mai 2011, scurtmetrajul o prezintă pe Lopez în vecinătatea unui sit arheologic maiaș. Artista a interpretat piesa „I'm Into You” în cadrul festivalului Capital FM Summertime Ball din Anglia alături de alte șlagăre din repertoriul său, dar și în timpul emisiunii Alan Carr: Chatty Man, transmisă de postul de televiziune Channel 4.
Compoziția s-a bucurat de succes într-o serie de clasamente unde a activat, atingând prima poziție în Bulgaria, Coreea de Sud și Estonia, dar și poziționări notabile într-o serie de alte ierarhii europene. În acest sens, piesa a debutat pe locul nouă în Norvegia și a devenit cel de-al șaisprezecelea șlagăr de top 10 al lui Lopez în Regatul Unit. Mai mult, „I'm Into You” a câștigat poziții de top 10 în Brazilia și a devenit cel de-al treilea cântec de pe Love? care activează în Billboard Hot 100 (după „On the Floor” și „Papi”).

## Informații generale
În prima jumătate a lunii martie a anului 2011, Lopez a declarat că înregistrarea „I'm Into You” ar putea deveni succesorul discului său precedent, „On the Floor”, adăugând și faptul că piesa reprezintă o colaborare cu interpretul de muzica rap Lil Wayne, declarându-se mulțumită de faptul că artistul a acceptat să apară pe versiunea finală a cântecului. După confirmarea ca al doilea single extras de pe albumul Love?, o mostră a piesei a fost difuzată în timpul emisiunii On Air With Ryan Seacrest pe data de 30 martie 2011, în aceeași zi făcându-și debutul și în mediul online. Mai mult, artista a pornit o campanie prin intermediul website-ului de socializare Facebook prin care dacă un număr suficient de fani „plăceau” compoziția, aceasta urma să fie vândută prin intermediul magazinului virtual iTunes înaintea lansării sale programate. Inițiativa s-a bucurat de succes, iar „I'm Into You” a fost disponibil spre cumpărare începând cu data de 1 aprilie 2011, cu patru zile în avans față de lansarea oficială (5 aprilie 2011).
Înregistrarea a fost produsă de StarGate, iar textul a fost realizat de Taio Cruz, „I'm Into You” fiind cea de-a doua compoziție pentru care Lopez colaborează cu Cruz, prima fiind remixul oficial al șlagărului său „Dynamite”. Coperta oficială a fost publicată în mediul online pe data de 23 martie 2011, în același timp cu imaginea de prezentare a unuia dintre discurile promoționale ale albumului Love?, mai precis, „Papi”.

## Recenzii
Cântecul a fost apreciat de critica de specialitate, majoritatea notând influențele tropicale ale compoziției. Mary Kinney de la AOL Radio Blog a apreciat într-un mod pozitiv înregistrarea, notând combinația de sunete de sintetizator și interpretarea vocală „molipsitoare” a lui Lopez, amintind și de existența unor influențe tropicale. De asemenea, Kinney a fost de părere că înregistrarea este „destinată măreției”, lucru datorat celor doi soliști, cât și „producției de neoprit” a StarGate, în timp ce refrenul prezentat de artistă „va suna în urechile ascultătorilor pentru mult timp după ce se va termina”. Editorii ediției online a revistei Rap-Up au remarcat aceleași influențe tropicale, catalogând colaborare drept „arzătoare”. Bill Lamb, recenzor al website-ului About.com Arhivat în 15 mai 2011, la Wayback Machine. a oferit compoziției patru puncte dintr-un total de cinci, același scor fiind obținut și de predecesorul său. Lamb a afirmat că „«I'm Into You» este discul single care dovedește că «On the Floor» nu a fost doar un noroc”, adăugând că deși emisiunea American Idol i-a oferit un plus la capitolul imagine, „Jennifer Lopez este o cântăreață foarte atrăgătoare pe cont propriu”. Recenzorul a fost considerat și că piesa se aseamănă cu o serie de șlagăre din repertoriul Rihannei, însă a fost de acord cu faptul că înregistrarea „continuă povestea celei mai mari reveniri a anului 2011 de până acum”. Neon Limelight a fost de asemenea pozitiv, fiind de părere că piesa este „perfectă pentru sezonul cald”, adăugând și faptul că „Jenny și-a redobândit relevanța și nu o va mai lăsa să plece”. „I'm Into You” a fost descris și ca un „șlagăr sigur”. Idolator a felicitat interpretarea „caldă” a interpretei și melodia, în special refrenul, care a fost catalogat drept „irezistibil”, însă versurile au fost considerate „simpliste”. Jessica Dawson de la Common Sense Media a avut o percepție similară asupra compoziției, afirmând că deși „versurile și vocea nu sunt inovatoare, efectul final fiind un beat dance-pop [...] contagios”. Sal Cinquemani de la Slant Magazine a felicitat înregistrarea, catalogând-o drept „un șlagăr de vară în așteptare cu o tentă tropicală și refrenul de tip «na-na-na» în jurul căruia Rihanna și-a construit o întreagă carieră”, comparându-o favorabil cu celelalte piese cu influențe R&B de pe albumul Love?. În mod similar, Robert Copsey a apreciat într-un mod pozitiv influențele „tropicale/latino” ale piesei, comparând-o cu șlagărul Rihannei „What's My Name?”. Mai mult, acesta este de părere că înregistrarea confirmă „întoarcerea” lui Lopez în lumina reflectoarelor după eșecul experimentat de albumul Brave, oferindu-i totodată patru puncte dintr-un total de cinci.

## Ordinea pieselor pe disc
| \| Nr. \| Titlul \| Durată \| \| ---------------------------------------------------------- \| -------------------- \| ------ \| \| Descărcare digitală distribuită în America de Nord[29][37] \| \| \| \| 1. \| „I'm Into You” [A] \| 3:20 \| \| Descărcare digitală distribuită internațional[38][39][40] \| \| \| \| 1. \| „I'm Into You” [B] \| 3:54 \| \| EP digital de remixuri[41][42] \| \| \| \| 1. \| „I'm Into You” [C] \| 3:54 \| \| 2. \| „I'm Into You” [D] \| 4:07 \| \| 3. \| „I'm Into You” [E] \| 3:20 \| \| 4. \| „I'm Into You” [F] \| 7:01 \| \| 5. \| „I'm Into You” [G] \| 6:25 \| \| 6. \| „I'm Into You” [H] \| 5:10 \| \| 7. \| „I'm Into You” [III] \| 7:08 \| \| 8. \| „I'm Into You” [J] \| 6:25 \| \| 9. \| „I'm Into You” [K] \| 5:12 \| | Specificații - A ^ Colaborare cu Lil Wayne (versiunea pentru America de Nord). - B ^ Colaborare cu Lil Wayne (versiunea internațională). - C ^ Remix „Dave Audé Radio”. - D ^ Remix „Low Sunday I'm Into You Radio”. - E ^ Remix „Gregor Salto Hype Radio”. - F ^ Remix „Dave Audé Club”. - G ^ Remix „Low Sunday I'm Into You Club”. - H ^ Remix „Gregor Salto Hype Club”. - III ^ Remix „Dave Audé Dub”. - J ^ Remix „Low Sunday I'm Into You Dub”. - K ^ Remix „Gregor Salto Hype Dub”. |        |
| Nr. | Titlul | Durată |
| Descărcare digitală distribuită în America de Nord | |        |
| 1. | „I'm Into You” [A] | 3:20   |
| Descărcare digitală distribuită internațional | |        |
| 1. | „I'm Into You” [B] | 3:54   |
| EP digital de remixuri | |        |
| 1. | „I'm Into You” [C] | 3:54   |
| 2. | „I'm Into You” [D] | 4:07   |
| 3. | „I'm Into You” [E] | 3:20   |
| 4. | „I'm Into You” [F] | 7:01   |
| 5. | „I'm Into You” [G] | 6:25   |
| 6. | „I'm Into You” [H] | 5:10   |
| 7. | „I'm Into You” [III] | 7:08   |
| 8. | „I'm Into You” [J] | 6:25   |
| 9. | „I'm Into You” [K] | 5:12   |

## Videoclip
Pe data de 2 august, Lopez a început filmările pentru videoclipul cântecului „I'm Into You”, în acest scop plecând spre Chichén Itzá, Yucatán, Mexic. Scurtmetrajul a fost regizat de Melina Matsoukas și filmat într-un sit arheologic mayaș, în vecinătatea unei piramide. La scurt timp de la startul filmărilor, artista a dat publicității o serie de fotografii de la fața locului prin intermediul website-ului de socializare Twitter. Acestea o înfățișează pe solistă lângă o piramidă purtând o ținută asemănătoare cu pielea de șarpe. Conform revistei US Weekly, Lopez a fost surprinsă în multiple scene în diferite locații ale sitului arheologic mayaș. Mai mult, un martor la turnarea scurtmetrajului a declarat pentru aceeași publicație faptul că videoclipul se ghidează după o veche poveste mayașă, afirmând că „există o poveste mayașă veche despre un șarpe care se târăște în jurul piramidelor așa că Jennifer a purtat o rochie vaporoasă ce arăta ca pielea de șarpe și s-a afișat lângă ruine”. Actorul și modelul William Levy a fost ales pentru a-l portretiza pe iubitul artistei în videoclip, Lopez afirmând că l-a angajat pe Levy la sugestia rudelor. Lil Wayne nu a fost prezent la filmările din Mexic, scene adiționale ce l-au inclus și pe el fiind ulterior realizate pe data de 21 aprilie 2011. Materialul a avut premiera pe data de 2 mai 2011 la postul de televiziune NBC, în timpul emisiunii The Today Show. Versiunea ce a fost difuzată nu l-a inclus și pe Wayne, o versiune cu acesta fiind încărcată ulterior pe VEVO, la data de 9 mai 2011. Diferențele între cele două nu sunt semnificative, cel din urmă remarcându-se prin prezența lui Lil Wayne într-o serie de momente.
Videoclipul o prezintă pe Lopez în situl arheologic mayaș, pe plaja Tulum Turtle sau într-o piramidă. Un aspect notabil îl constituie includerea unui fragment din înregistrarea „Papi”, aflată pe albumul de proveniență al lui „I'm Into You”, piesa fiind folosită pentru a susține un scurt moment coregrafic realizat de artistă în compania a două dansatoare. Percepția asupra videoclipului a fost una majoritar pozitivă, Robert Corpsey de la Digital Spy afirmând că scena cu plaja „aduce aminte de videoclipul «Love Don't Cost a Thing»”, dar amintește și de faptul că scene dominate de efectul alb-negru „au darul de a ascunde multiple imperfecțiuni”, dar văzând că ea nu prezintă niciunul ce poate fi observat [...], ele servesc doar pentru a o face să arate și mai bine”. De asemenea, Corpsey a felicitat includerea secvenței din cântecul „Papi”. Dennis Pastorizo de la Terra USA s-a declarat impresionat de videoclip susținând că „Jennifer Lopez [...] arată mai bine ca niciodată în videoclip”. Ann Lee de la Metro a fost de părere că „vizionarea videoclipului lui Jennifer Lopez petru «I'm Into You» este precum ai pleca într-o vacanță de vară”, adăugând și că artista „încearcă tot ce poate pentru a fi pe cât de sexy este posibil”. Becky Bain de la Idolator a împărtășit opiniile favorabile, afirmând că „este un videoclip perfect pentru a întâmpina sezonul de vară”. Eliot Glazer de la MTV Buzzworthy a subliniat faptul că solista „încă arată bine! E ca și cum ar întineri”. Revista Rap-Up a descris videoclipul ca unul „care îți taie răsuflarea”, apreciind și aspectul fizic al interpretei. Websiteul postului de televiziune U TV a catalogat locația aleasă drept un „decor de vis”, apreciind și „coregrafia excelentă”.

## Promovare
Lopez a interpretat pentru prima dată înregistrarea „I'm Into You” în timpul festivalului Capital FM Summertime Ball desfășurat pe Wembley Stadium din Londra, Anglia, în prima partea a lunii iunie a anului 2011. În timpul concertului susținut de artistă, aceasta a abordat și o serie de șlagăre promovate anterior în cariera sa. Ulterior, solista a fost prezentă la emisiunea Alan Carr: Chatty Man de pe postul de televiziune Channel 4, unde a realizat o nouă prezentare a compoziției. De asemenea, în cadrul aceluiași program, artista a acordat și un interviu moderatorului Alan Carr.

## Prezența în clasamente

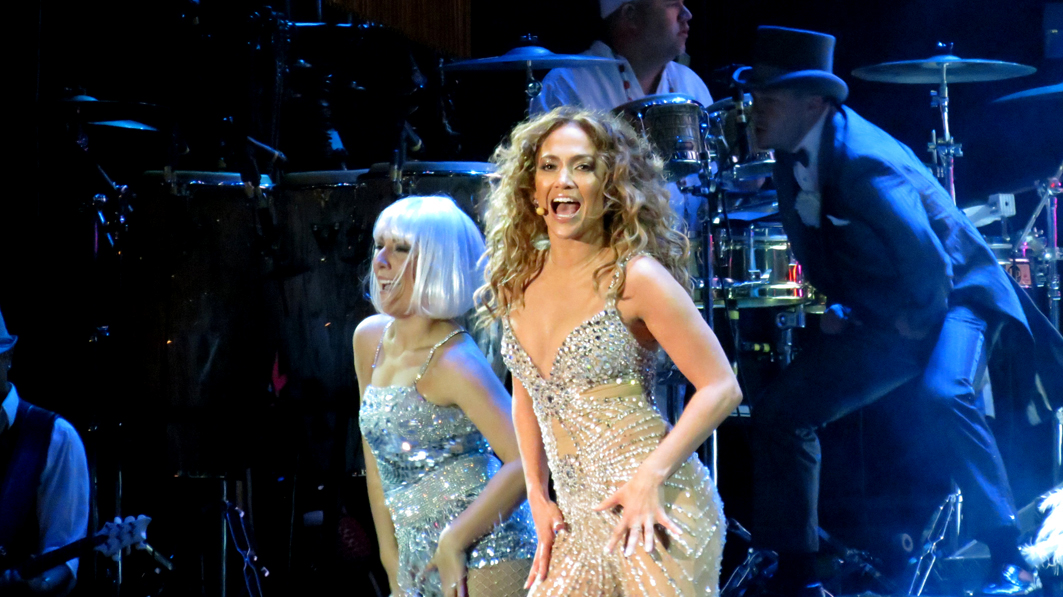
Jennifer Lopez interpretând „I'm Into You” la Turneul Mondial Dance Again din 2012.

După lansarea sa în format digital, cântecul s-a comercializat în aproximativ 21.000 de exemplare în primele șapte zile de comercializare, însă acestea nu au fost suficiente pentru a plasa compoziția în clasamentul Billboard Hot 100. Concomitent, piesa a fost distribuită și în Canada, unde a debutat pe locul șaizeci și unu, înainte de a coborî din ierarhie. La câteva săptămâni distanță, după lansarea albumului de proveniență — Love? —  „I'm Into You” a revenit în clasamentele digitale compilate de iTunes din Statele Unite ale Americii, totul finalizându-se cu un debut pe treapta cu numărul șaptezeci și doi în Billboard Hot 100. În mod similar, compoziția a revenit și în ierarhia canadiană, atingând locul cincizeci și opt. Piesa a activat și în alte liste compilate de publicația Billboard, notabil în Hot Dance Club Play, Hot R&B/Hip Hop Songs sau Pop Songs, în primul dintre acestea ocupând poziția a treia. Piesa a activat și în Australia, debutând la scurt timp după promovarea albumului de proveniență și ocupând locul patruzeci și cinci. În Brazilia, înregistrarea s-a bucurat de succes, atingând poziții de top 10 în două dintre clasamentele compilate de Billboard Brasil. În mod similar, compoziția s-a bucurat de succes și în Coreea de Sud, unde a atins prima poziție în ierarhia GAON, ce contorizează compozițiilor artiștilor internaționali.
În Europa înregistrarea s-a dovedit a fi un bun succesor pentru „On the Floor” în anumite teritorii. Astfel, „I'm Into You” a ajuns pe prima poziție în țări precum Bulgaria sau Estonia și a activat notabil într-o serie de alte ierarhii. În acest sens, piesa a debutat pe locul patruzeci în Regatul Unit și patru săptămâni mai târziu a devenit cel de-al șaisprezecelea șlagăr de top 10 al lui Lopez în această țară, această distincție fiind obținută în urma comercializării a peste 28.000 de exemplare ale piesei. Cântecul a avut o traiectorie similară și în Slovacia (unde a câștigat locul nouă) sau în Italia, unde a atins poziția cu numărul paisprezece. În Norvegia, discul single a debutat pe poziția a noua, însă a părăsit clasamentul la doar șapte zile distanță. „I'm Into You” a activat notabil și în țări precum Belgia, Danemarca, Elveția, Franța, Irlanda, Portugalia, Republica Cehă sau Spania. În România, înregistrarea a devenit un nou șlagăr de top 40 pentru Lopez, ocupând locul treizeci și doi în ierarhia Romanian Top 100.

## Clasamente
| Țară (clasament)                       | Poziția maximă | Referință |
| -------------------------------------- | -------------- | --------- |
| Australia (ARIA)                       | 45             | [ 62 ]    |
| Austria (Ö3 Austria Top 75)            | 10             | [ 70 ]    |
| Belgia — Flandra (Ultratop)            | 24             | [ 71 ]    |
| Belgia — Valonia (Ultratop)            | 27             | [ 66 ]    |
| Brazilia (Billboard Hot 100 Airplay)   | 7              | [ 21 ]    |
| Brazilia (Billboard Hot Pop & Popular) | 8              | [ 22 ]    |
| Brazilia (Brasil Hot 100)              | 10             | [ 72 ]    |
| Bulgaria (APC Charts)                  | 1              | [ 16 ]    |
| Cehia (IFPI)                           | 8              | [ 67 ]    |
| Canada (Canadian Hot 100)              | 55             | [ 61 ]    |
| Coreea de Sud (GAON — International)   | 1              | [ 17 ]    |
| Danemarca (Tracklisten)                | 39             | [ 73 ]    |
| Elveția (Media Control)                | 22             | [ 74 ]    |
| Estonia (Uuno.ee)                      | 1              | [ 18 ]    |
| Europa (APC Charts)                    | 13             | [ 75 ]    |
| Finlanda (Suomen virallinen lista)     | 19             | [ 76 ]    |
| Franța (SNEP)                          | 38             | [ 77 ]    |
| Franța (SNEP — Download Chart)         | 41             | [ 78 ]    |
| Germania (Media Control)               | 16             | [ 16 ]    |
| Grecia (Top 40 Charts)                 | 2              | [ 79 ]    |
| Irlanda (IRMA)                         | 25             | [ 68 ]    |
| Italia (FIMI)                          | 14             | [ 65 ]    |
| Norvegia (VG Lista)                    | 9              | [ 19 ]    |

| Țară (clasament)                       | Poziția maximă | Referință |
| -------------------------------------- | -------------- | --------- |
| Olanda (Dutch Top 40)                  | 25             | [ 16 ]    |
| Olanda (Dutch Mega Top 100)            | 52             | [ 80 ]    |
| Polonia (APC Charts)                   | 3              |           |
| Polonia (Dance Top 50)                 | 16             | [ 81 ]    |
| Polonia (ZPVA)                         | 4              | [ 82 ]    |
| Portugalia (APC Charts)                | 35             | [ 16 ]    |
| România (Media Forest — «Radio»)       | 4              | [ 83 ]    |
| România (Media Forest — «TV»)          | 1              | [ 83 ]    |
| România (Romanian Top 100)             | 6              | [ 69 ]    |
| Regatul Unit (UK Download Chart)       | 9              | [ 84 ]    |
| Regatul Unit (UK R&B Chart)            | 3              | [ 85 ]    |
| Regatul Unit (UK Singles Chart)        | 9              | [ 86 ]    |
| Rusia (Top Hit.ru)                     | 78             | [ 87 ]    |
| Scoția (OCC — Scottish Singles Chart)  | 14             | [ 88 ]    |
| Slovacia (IFPI)                        | 7              | [ 64 ]    |
| Spania (Promusicae)                    | 17             | [ 89 ]    |
| Suedia (Sverigetopplistan)             | 54             | [ 90 ]    |
| S.U.A. (Billboard Hot 100)             | 41             | [ 61 ]    |
| S.U.A. (Billboard Hot Digital Songs)   | 38             | [ 61 ]    |
| S.U.A. (Billboard Radio Songs)         | 48             | [ 91 ]    |
| S.U.A. (Billboard Pop Songs)           | 19             | [ 61 ]    |
| S.U.A. (Billboard Hot Dance Club Play) | 1              | [ 61 ]    |
| S.U.A. (Billboard Hot R&B Songs)       | 79             | [ 61 ]    |
| S.U.A. (Billboard AOL Radio)           | 9              | [ 61 ]    |
| Taiwan (Top 40 Charts)                 | 3              | [ 92 ]    |
| Ucraina (Top 40 Charts)                | 31             | [ 93 ]    |
| United World Chart                     | 24             | [ 94 ]    |

## Versiuni existente
| - „I'm Into You” (colaborare cu Lil Wayne versiunea pentru America de Nord) - „I'm Into You” (colaborare cu Lil Wayne versiunea internațională) - „I'm Into You” (remix „Dave Audé Radio”) - „I'm Into You” (remix „Low Sunday I'm Into You Radio”) - „I'm Into You” (remix „Gregor Salto Hype Radio”) - „I'm Into You” (remix „Dave Audé Club”) | - „I'm Into You” (remix „Low Sunday I'm Into You Club”) - „I'm Into You” (remix „Gregor Salto Hype Club”) - „I'm Into You” (remix „Dave Audé Dub”) - „I'm Into You” (remix „Low Sunday I'm Into You Dub”) - „I'm Into You” (remix „Gregor Salto Hype Dub”) |

## Personal
- Sursă:[95]

| - Jim Annunziato — imprimare (voce) - Mike „Banger” Cadahia – imprimare (voce) - Dwayne Carter — voce, textier - Taio Cruz — textier - Mikkel S. Eriksen — textier, compozitor, inginer de sunet, instrumentalist - Elizabeth Gallardo — asistent imprimare (voce) - Josh Gudwin — imprimare voce | - Kuk Harrell — producător voce, imprimare voce, editare voce - Tor E. Hermansen — textier, producător, instrumentalist - Damien Lewis — compilare audio, inginer de suneta - Jennifer Lopez — voce - Chris „Tek” O’Ryan – înregistrare (voce) - Jeanette Olsson — voce de acompaniament - Phil Tan — compilare (audio) - Miles Walker — inginer (înregistrare) |

## Datele lansărilor
| Țara          | Data lansării   | Casă de discuri | Format              | Referințe |
| ------------- | --------------- | --------------- | ------------------- | --------- |
| S.U.A.        | 30 martie 2011  | Island Records  | Premieră (radio)    | [ 3 ]     |
| Australia     | 1 aprilie 2011  | Island Records  | descărcare digitală | [ 38 ]    |
| Belgia        | 1 aprilie 2011  | Island Records  | descărcare digitală | [ 96 ]    |
| Danemarca     | 1 aprilie 2011  | Island Records  | descărcare digitală | [ 39 ]    |
| Elveția       | 1 aprilie 2011  | Island Records  | descărcare digitală | [ 97 ]    |
| Finlanda      | 1 aprilie 2011  | Island Records  | descărcare digitală | [ 98 ]    |
| Franța        | 1 aprilie 2011  | Island Records  | descărcare digitală | [ 40 ]    |
| Italia        | 1 aprilie 2011  | Island Records  | descărcare digitală | [ 99 ]    |
| Norvegia      | 1 aprilie 2011  | Island Records  | descărcare digitală | [ 100 ]   |
| Noua Zeelandă | 1 aprilie 2011  | Island Records  | descărcare digitală | [ 101 ]   |
| Olanda        | 1 aprilie 2011  | Island Records  | descărcare digitală | [ 102 ]   |
| Portugalia    | 1 aprilie 2011  | Island Records  | descărcare digitală | [ 103 ]   |
| S.U.A.        | 1 aprilie 2011  | Island Records  | descărcare digitală | [ 29 ]    |
| Spania        | 1 aprilie 2011  | Island Records  | descărcare digitală | [ 104 ]   |
| Suedia        | 1 aprilie 2011  | Island Records  | descărcare digitală | [ 105 ]   |
| Canada        | 5 aprilie 2011  | Island Records  | descărcare digitală | [ 37 ]    |
| Regatul Unit  | 15 aprilie 2011 | Island Records  | descărcare digitală | [ 106 ]   |